# Полішпакове
Полішпакове (у минулому — хутір Пришпак, хутір Козаків, Байтельсбахера, Байтельбахера, Петрівське) — село в Україні, у Новоборисівській сільській громаді Роздільнянського району Одеської області. Населення за переписом 2001 року становило 375 осіб. 
До 17 липня 2020 року було підпорядковане Великомихайлівському району, який був ліквідований.

## Історія
У 1900 році засновано село Полішпакове.
На 1 січня 1906 року на хуторі Козаків (Байтельсбахера) Гофнунгстальської волості Тираспольського повіту Херсонської губернії, яке у верхів'ї балки Свиної, були десятинщики при економії Байтельсбахера; проживали німці та малороси; 7 дворів, в яких мешкало 46 людей (25 чоловіків і 21 жінка). 
В 1916 році на хуторі Байтельбахера Цебриковської волості Тираспольського повіту Херсонської губернії, мешкало 70 людей (31 чоловік і 39 жінок).
Станом на 28 серпня 1920 року на хуторі Байтельбахера (Подколін) Цебриковської (Гофнунгстальської) волості Тираспольського повіту Одеської губернії, було 9 домогосподарства. Для 5 домогосподарів рідною мовою була російська, 4 — німецька. На хуторі 47 людей наявного населення (24 чоловіків і 23 жінки). Родина домогосподаря: 21 чоловік та 22 жінки (родичів: 1 і 1; наймані працівники і прислуга: 1 чол.; мешканці та інші: 1 чол.).
Під час Голодомору 1932—1933 років померло щонайменше 3 жителі села.
У 1967 році до складу Петрівського увійшло колишнє село Підколіно. Однак, місцеві жителі досі іменують даними назвами три різні частини цього села.
Станом на 1 січня 1978 року в селі розташовувався господарський центр колгоспу «Дружба народів».

## Населення
Згідно з переписом 1989 року населення села становило 369 осіб, з яких 169 чоловіків та 200 жінок.
За переписом населення 2001 року в селі мешкало 375 осіб.

### Мова
Розподіл населення за рідною мовою за даними перепису 2001 року:
| Мова       | Чисельність | Відсоток |
| ---------- | ----------- | -------- |
| українська | 321         | 85,60%   |
| вірменська | 24          | 6,40%    |
| російська  | 14          | 3,73%    |
| румунська  | 13          | 3,47%    |
| болгарська | 2           | 0,53%    |
| єврейська  | 1           | 0,27%    |
| Усього     | 375         | 100%     |

## Відомі люди
- Ганевич Іван Васильович — історик, доктор історичних наук, професор.